# 恵光寺 (八尾市)
恵光寺（えこうじ）は、大阪府八尾市にある浄土真宗本願寺派の仏教寺院。通称「萱振御坊」。

## 歴史・概要
- 河内国布教途上の蓮如によって建立されたと言われ、蓮如の6男である蓮淳を開基とする。建立年ははっきりせず、1470年（文明2年）、1469年〜1489年（文明年間）、1496年（明応5年）の3説がある（公には1470年を一応の建立年としている）。
- 戦国時代になると、若江郡萱振は恵光寺を中心とした寺内町の様相を呈するようになり、環濠もめぐらされた。環濠の一部は現在も残っている。
- 1574年（天正2年）6月に石山合戦が起こると、萱振の一向衆徒（門徒）は石山本願寺方に加勢。恵光寺に近接して萱振城とも呼ばれる城砦があった萱振は、河内国における本願寺勢の拠点となった。1580年（天正8年）8月の石山本願寺陥落とほぼ同時期に恵光寺は放火・破壊された。
- 本願寺東西分派に際して西派（本願寺派）に属した。しかし、1685年（貞享2年）に当時の住職だった寂永は、前住職の准良と共に東派（大谷派）に転じ、摂津国住吉郡平野郷へ移った（現在の大阪市平野区平野上町にある大徳山慧光寺）。以降、1880年（明治13年）までの約200年間、恵光寺は無住寺院となる。
- 明治時代末期ごろには別格寺として、また100以上の末寺を擁していた。
- 1976年（昭和51年）6月23日、本堂の屋根裏から出火し、本堂が全焼。本尊のみは当時の住職により担ぎ出され難を逃れた。現在の本堂は鉄筋2階建てで1979年に再建された。
- 現在恵光寺では、河内家菊水丸による盆おどり（慧灯大師盆おどり）や恵光寺文化講座など、活発な寺院活動が展開されている。

## 交通アクセス
- 近鉄八尾駅下車、近鉄バスで「萱振南口」バス停下車。